# NebuAd
NebuAdは、Sierra VenturesとMenlo Venturesという投資会社2社の出資により設立され、カリフォルニア州レッドウッドシティに本社、ニューヨークとロンドンに事務所を置くインターネット広告会社であった。より的を射た、ターゲットを絞った広告をインターネットサービスプロバイダ（ISP）に提供するため、ISPと契約を結んでその顧客のウェブサイト閲覧行動を分析し、行動ターゲティング広告システムを開発する企業の一つであった。Phormはこれに類似したヨーロッパを拠点とした会社である。AdzillaとProject Rialtoも同様のシステムを開発中のようである。
NebuAdは一時30社以上と契約を結び、そのほとんどがISPで、アメリカのブロードバンドユーザーの10%をカバーしていることになった。しかし、一般社会からの、さらには米国議会からの懸念の末、NebuAdの大口顧客のISPはすべてが引き上げることとなり、NebuAdはRed Arilと名を変えた。

## サービスの概要
NebuAdのソリューションは以下の3部分から構成される。まず、ISPがホストするハードウェアが、ウェブページにコンテンツを挿入する機能を受け持つ。次に、離れた場所にあるサーバー複合体が、ユーザーのインターネット通信の内容を分析分類する。そして、NebuAdのターゲット広告を掲載してくれる広告ネットワークとの結びつきである。
システムはISPネットワーク内にハードウェア・デバイスをインストールすることで作動する。各デバイスは5万人のユーザーのモニタリングが可能である。ユーザーはNebuAdの情報収集とターゲット広告をオプトアウトできるが、しかし、そもそもISPからNebuAdにデータが送信されてしまうことを阻止する方法がない
ISPは、顧客全員の通信をルーティングする立場にあるので、ディープパケットインスペクション（DPI）を利用することで、消費者からの通信と消費者への通信のすべてをモニタリングするのに、完璧に優位な立場にある。NebuAdによると、この通信の分析により、顧客の特定の興味対象について、より立ち入った方法で情報収集できるとしている。NebuAdのプライバシーポリシーでは、「機密の医療情報や人種・民族的出自、宗教、性的指向に関する情報など、個人の特定が可能な情報（機微な個人情報）については、保管しないし利用しない」としている。また、「当社が収集する情報はアメリカ国内にあるNebuAdのサーバーに保管され、処理される。このため、当該情報は政府・裁判所・警察からの提供要求に応じることがある。」と通知している。
アメリカ中部のISP企業WOW!では、少なくとも2人の顧客が、Googleを利用した際、nebuad.adjuggler.com など予期せぬサイトのcookieが読み書きされているのに気付き、WOW!のカスタマーサポート部門に問い合わせたが、当初WOW!はこうした行動に対する責任を否定した。ある顧客は、Googleへの接続が遅くなるという問題や、Google以外にこうしたcookieが作り出される事態に気づき、スパイウェア感染だと誤認した結果、長時間かけて駆除を試み、最終的にはパソコンの再インストールまで行ったが、問題は解決されずじまいであった。
2008年7月9日、WOW!は契約利用者に対するNebuAdサービスの使用を停止した。
NebuAdの営業によると、オプトアウトするユーザーは1%未満で、あるISP企業では、ユーザー1人につき1か月少なくとも$2.50の稼ぎが予測されている。
NebuAdはまた、ValueClickなどの広告ネットワークからインプレッションを買い取っている。
NebuAdは次のように主張する。行動ターゲティングはいくつかの側面でインターネットを充実させる。まず、ウェブサイトのオーナーは、クリック率（CTR）向上の恩恵を受け、それにより収入増加や広告に割くページスペースの削減が望める。ウェブページのオーナーは広告に好意的と見られると、サイトの趣旨に関わらず、ビジターの興味により収入を得る機会が与えられる。
広告主は、よりターゲットが絞られることで、「散弾銃アプローチ」（顧客を捕まえることを期待して可能な限りの多くの広告を出す方法）を減らすことができ、各ユーザーにはより自分に適した広告が届く。新聞の経済面を見るからといって、興味があるのは金融商品や投資に関する書籍だけではないからである。
ISPは、ユーザーごとに、アクティブなプロフィールごとに、そのネットワークへのアクセスをNebuAdに提供することにより報酬を得る。
NebuAdは、ウェブ検索語句、ページ閲覧、ページと広告のクリック数、特定のサイト閲覧にかけた時間、郵便番号、ブラウザーの情報、接続速度などのデータを使ってユーザーの興味対象を分類する。NebuAdには、ユーザーを特定できるようなISPの情報にはアクセス権がないが、例えばEメールのトラフィックはメールアドレスをIPアドレスに結びつけることができるので、トラフィックのモニタリングによりそういった特定個人の情報を見つけることも可能である。NebuAd最高経営責任者のBob Dykesは「現在我々は（消費者の興味事項を）800種つかんでおり、それを数千にまで拡大するつもりだ」と語っている。

## 論争
概して、NebuAdは、ネットワークオペレーターに付加的な収入源を提供し、消費者のインターネット接続コストを一定または安価にする。また、より的確なターゲットを持つ広告の存在は、より個人に適合したオンラインの利用につながる。NebuAdに対する批判としては、インターネット通信の内容は、そのままチェックや修正なしにISPに扱いが一任されている以上、売買の対象とするべきではないという意見がある。プライバシー擁護派は、いくつかのISPは、NebuAdの使用に先立って情報開示がなかった点、オプトアウト方法が不完全な点、第三者企業がインターネット通信の内容を操作することに対し、監査が不行き届きである点、米国の通信傍受法への抵触、さらにNebuAdが取引先のISP企業を明らかにしない点などを批判している。

### 消費者への通知
米国の大手ケーブル会社WOW!（前Wide Open West）は、2008年2月にNebuAdのキャンペーンを始め、3月第1週まで続けた。WOW!は契約書にNebuAdの名を記載し、いくつかのケースでは顧客に契約内容の変更を通知したが、2008年3月第3週以降などでは、後日までNebuAd使用に関する明確な通知をしなかった。
Embarq社は、NebuAdのサービスに関するパイロットテストを巡って行われた米国下院電気通信小委員会の取り調べに対し、NebuAdへのユーザーデータ送信開始2週間前、顧客にプライバシーポリシーの変更を通知したと回答している。
テネシー州ノックスビルのKnology社のユーザーは、モニタリングについては何の連絡も受けなかったと言っている。
2008年5月、Charter Communications社は、NebuAdとの提携により、顧客が閲覧するウェブサイトのモニタリングを計画していると発表したが、顧客からの不安の声を受け、6月にその計画を変更している。

### ISPの従業員と経営陣との軋轢
NebuAdのサービス実施計画は、ISPの従業員に受け入れられないケースもあり、NebuAdのDPIハードウェアを避けるためにルーティングの再構築を考えた従業員もいた。

### オプトアウト VS オプトイン
米国下院電気通信・インターネット小委員会委員長のEd Markey議員と、下院エネルギー商業委員会有力メンバーのJoe Barton議員は、米国通信法第631節の条項に従い、このようなサービスはオプトイン方式にしなければならないと主張し、「Charter Communicationsが提案したNebuAdとの事業については、我々が共に検討する機会を設けるまで進めないようお願いする」という内容の、テスト利用中止を要請した文書をCharter Communications社に送った
Wired Newsの記者は、Charter Communicationsのユーザーが本当にモニタリングをオプトアウトできるのか、それとも、単にターゲット広告の受け取りをオプトアウトできるだけなのか、という疑問を呈している。この記者はまた、それが通信の盗聴を禁ずる法令に違反し得るのではないかと問いかけている
NebuAdのこのシステムを検証したエンジニアは、モニタリングをオプトアウトする手段はないと証言している。送受信される情報はすべて傍受されたうえ、NebuAdのオフサイトサーバーに送られ、処理される。ユーザーがシステムをオプトアウトしても、ISPがNebuAdにデータ送信するのを止めることにはならない。

### パケット偽造の使用とブラウザエクスプロイト
メディア擁護団体Free Pressと非営利団体Public Knowledgeのチーフ技術コンサルタントを務めるRobert M. Topolskiの報告によると、NebuAdのデバイスは、大手のサーチエンジンGoogleやYahooへのウェブページ閲覧要求に対応して送られるデータストリームの末端に、見せかけのパケットを注入することで、エンドユーザーの端末にcookieを作り出す。この見せかけのパケットの内容は、ウェブページの末端に追加され、エンドユーザーのブラウザーでレンダリングされるとき、HTMLのscriptタグを含んだものとなり、これにより、ブラウザーが http://a.faireagle.com/ からJavaScriptを要求するという仕組みになっている。

### ウェブページへの広告の上書きまたは追加
NebuAdへの批判としては、NebuAdが他社の広告に自社の広告を上書きしたり、ページ内に広告を割り込ませたりするという懸念の声も聞かれるが、このような懸念の実態は、同社の「Fair Eagle」事業の特許出願データでそのような発明が言及されていることと、過去に同様の手口の製品を作ったClaria CorporationとNebuAdとの若干の関係から生じたものと思われる。
テキサス州に本拠を置くISPのRedmoon社は、2007年、NebuAdの技術を使って自社の広告をユーザーが閲覧するページに挿入していたと言われている。NebuAdの提供する「Fair Eagle」広告ハードウェアは、ウェブページのコンテンツに横付けで広告を追加挿入したが、その広告のウィンドウには「Fair Eagle」のタイトルバーが出ていた。その後、2007年6月末には広告の挿入は見られなくなった。

### Claria社との関連
NebuAdの一部の上層部社員は、広告会社のClaria Corporation（前Gator Corporation）に以前勤務していた。Claria社は、Gatorという名の広告ソフトウェアで有名である。ClariaとNebuAdはともにカリフォルニア州レッドウッド・シティに位置し、2006年6月のnebuad.comサイト誕生と時を同じくして、ClariaはGatorの提供を停止している。NebuAd社は、シリコンバレーは経験ある広告セールススタッフが厳しい労働市場にあるのでClariaの解雇された人材をもらい受けただけだとして、Clariaとの企業関係を繰り返し否定している。
| 氏名                                        | NebuAdとの関係                                          | Clariaとの関係                                       |
| ------------------------------------------- | ------------------------------------------------------- | ---------------------------------------------------- |
| Scott Tavenner                              | Vice President of Business Development                  | Vice President of Business Development               |
| Chuck Gilbert                               | Senior Product Manager                                  | Senior Product Manager                               |
| Mike Miller                                 | Vice President of Ad Sales                              | Director of Sales                                    |
| Amy Auranicky                               | Director of Advertising Sales                           | Integration Manager                                  |
| Jeanne Houwelingis                          | Vice President of Advertising Services                  | Senior Director of Business Development              |
| Deepak Nair                                 | Business Intelligence                                   | Database Developer & Data Architect                  |
| Melissa Horwath                             | Marketing Consultant                                    | Associate Marketing Manager                          |
| D. Reed Freeman of Kelley Drye & Warren LLC | Attorney for NebuAd before the Federal Trade Commission | Chief Privacy Officer and Regulatory Affairs Counsel |

### 「Insight Ready」または「Red Aril」別名「Crimson Tangerine」としての再生
NebuAdが米国での事業閉鎖を発表した際も、その英国事業部門は「Insight Ready」と名称を変えて運営を続け、英国NebuAdの最高経営責任者だったPaul Goadは、「Insight Ready」の最高経営責任者に就任している。この会社は現在、Crimson Tangerine Ltd.あるいは「Crimtan」として知られ、crimtan.com  というウェブサイトを運営している。このウェブサイトには「Crimtanは新しい、先駆的な技術––未だかつてない最も先進的な技術開発––を使って、正確な読者セグメンテーションと、最適化、広告配信、リポートを広告主に提供します。読者諜報は、検索を含めたさまざまなユーザー活動から匿名でかき集められ、読者の興味対象や購買意思に関するリアルタイムな洞察を提供します。」とある。
その後、NebuAdの元共同設立者Kira MakagonはRed Aril Inc.という名の企業の最高経営責任者として、彼女が顧問を務めるベンチャーファンドのサイトに登場する。NebuAdとRed Aril両社に共通の社員としては、Mike MillerとAmy Auranickyも挙げられる。Red Arilのウェブサイトは設立者が誰なのか触れていないが、Illuminate and Trinity VenturesはRed Arilをポートフォリオ企業としている。 
Red ArilはNebuAdの技術と資産を買収し、同一の開発技術チームを使っているという記録もある。
ウェブ広告サービス会社のPubmatic社は、Red Aril とNebuAdにデータ提供を行っていると公表している。
広告会社のTriggit社は、そのウェブサイトで、消費者データの購入にあたりRed Arilを含む数々のデータ提供会社と提携していると述べ、TARGUSinfoと、RapLeaf、ebureau、Bizo、Red Arilといったデータ取引先の図を掲載している。

### Red ArilとCrimson Tangerineは同一か？
2010年1月19日の時点で、Red ArilとCrimtanのウェブサイトにあるオプトアウトの言い回しは同一である。以下は、Crimtan.comのオプトアウトのページ（）の文章：

CONSUMER CHOICE
Crimtan and our business partners may use anonymous information (not including your name, address, email address, or telephone number) based on your online activity at our network of websites to help make the content on websites you visit or the ads you see more relevant to you.
Click here to learn more about our privacy policy.
Opt-In
Click here to opt-in. Include me in Crimtan's information collection and delivery of relevant ads to that I can improve my online experience.
Opt-Out
Click here to opt-out. Exclude me in Crimtan's information collection and delivery of relevant ads. Please note that opting out of the Crimtan Network does not mean you will no longer receive online advertising. It does mean that Crimtan will no longer deliver ads tailored to your Web preferences and usage patterns. If you ever delete the Crimtan "opt-out cookie" from your browser, buy a new computer, or change Web browsers, then you will need to perform the opt-out again.

そしてこれを、Red Arilのオプトアウトのページと比較：

CONSUMER CHOICE
Red Aril and our business partners may use anonymous information (not including your name, address, email address, or telephone number) based on your online activity at our network of websites to help make the content on websites you visit or the ads you see more relevant to you. Click here to learn more about our privacy policy.
OPT-IN
Click here to opt-in. Include me in Red Aril's information collection and delivery of relevant ads to that I can improve my online experience.
OPT-OUT
Click here to opt-out. Exclude me in Red Aril's information collection and delivery of relevant ads. Please note that opting out of the Red Aril Network does not mean you will no longer receive online advertising. It does mean that Red Aril will no longer deliver ads tailored to your Web preferences and usage patterns. If you ever delete the Red Aril "opt-out cookie" from your browser, buy a new computer, or change Web browsers, then you will need to perform the opt-out again.

加えて、オプトアウトURLのフォーマットも類似しており、どちらも同じウェブサーバー 174.37.172.68 でホストされている。
http://a.r1.ctasnet.com/a?t=o&track=no&noads=all
http://a.raasnet.com/a?t=o&track=no&noads=all
| 氏名             | NebuAdとの関係                | Red Arilとの関係        |
| ---------------- | ----------------------------- | ----------------------- |
| Kira Makagon     | Co-Founder & President        | CEO                     |
| Mike Miller      | Vice President of Ad Sales    | Vice President of Sales |
| Amy Auranicky    | Director of Advertising Sales | Senior Sales Director   |
| Sasha Berman     | Business Development          | Business Development    |
| Dimitri Vaynblat | VP Product                    | VP Engineering          |

## NebuAdのパートナーISP企業
NebuAdを試用したか、配備したか、配備の準備をしたISP企業には以下がある。
- Broadstripe[48][49] (Millennium Digital Media),
- Decaturnet Internet Services[50],
- Eastern Oregon Net, Inc. (EONI)[51],
- High Speed Networks -E50 (HSNe50)[52],
- Metro Provider[53],
- OnlyInternet.Net[50],
- Progressive Internet Services (Jayco.Net)[50],
- RTC on Line[54] (Rochester Telephone Company, Indiana),
- 20/20 Communications[55] (2020comm.net)

以下のISP企業はいずれもNebuAdとの取引を中止または一時中断している。
- Charter Communicationsは、議員・プライバシー権利擁護団体からの調査を受け、NebuAd のテスト使用計画[56]を中断した[57]。
- Embarq[56]のスポークスマンは、NebuAdのテスト使用を中止し「NebuAdや他の企業との」行動ターゲティング広告を進めるか[58]については決断を保留する、とAP通信社に対し語っている[59]。
- CenturyTelは、NebuAdのテスト使用に踏み切った最初の企業のうちの1社だが[3]、2008年5月にNebuAdのハードウェアを配備する[60]とユーザーに通告した1か月後、Charter社とともに契約解消している[61]。
- Bresnan CommunicationsはNebuAdの技術を使ったが[62]、Charter、Embarq、CenturyTel各社がネットワーク上でのNebuAd利用中止を発表後、あるブロガーに対して、NebuAdのテスト使用は終了し、現在の議論から生じるであろう合法モデルを順守すると語った[63]。
- モンタナ州ミズーラのBlackfoot Telecommunications Group, Inc.は、2008年3月から5月の間、NebuAdのテスト使用を行ったことがウェブcacheから明らかになっている[64]。Blackfoot社のMary Wordenは後日、「Blackfootは、2008年3月、社内ネットワーク上で、顧客ではなく社員だけを使ってNebuAd のテスト使用を行ったが、消費者団体と同様の懸念を持ち、そのサービスは開始しないことに決定した。」と話している[64]。
- カナダのオンタリオ中部とカワーサスで事業展開するNexicomは、プライバシー・ポリシーのページ上で、2008年4月23日からNebuAdの使用を開始するとユーザーに通知した[65]。一般公開フォーラムの席上、ユーザーからの質問に答えて、NexicomのPaul Stewartは「NexicomはNebuAdのサービス利用については調査中である。プライバシーに関わる問題が複数レベルであるため、実際にソフトウェアを使用したことは一切ない。Nexicomのプライバシー・ポリシーからはNebuAdの名前は削除されている」と答えた[66]。
- WOW![11][56]（前Wide Open West）は、NebuAdのサービスを7月9日に停止した。顧客の問い合わせに対し、「オンラインの行動広告の見直しが積極的に議会で行われている現在、WOW!のインターネット、ケーブル、電話での契約加入者に対するNebuAdのサービス実施は、これをもって終了します。当社は、この新しい形の広告モデルをじっくりと徹底的に見直すことで関係者すべてのためになると信じ、議論の場ができることを歓迎します。」と発表した[67]。
- Knology[68][48]は、2008年7月14日現在、すべてのマーケットでのNebuAdの試用を中止したと、米国下院エネルギー商業委員会に報告している[69]。
- Cable Oneは、2007年11月から6ヵ月間、ユーザーに通知せずアラバマ州内14,000人の顧客を対象にNebuAdのテスト使用を行った[70]。Cable One社は2008年8月現在、システム内では「商業ベースで」NebuAd の技術使用を行わないことを決定したが[71]、9月には「明確なルールと枠組み」ができるのを待っている状態だと述べている[72]。